# Relaciones Chile-Hungría
Las relaciones Chile-Hungría se refiere a las relaciones internacionales establecidas entre la República de Chile y Hungría. Ambos países se establecieron el 14 de junio de 1870, suspendiéndose en 1943 y en 1973.

## Primer período

### Representantes diplomáticos chilenos en Hungría
14 de junio de 1870 - 18 de abril de 1943
| Grado             | Nombre                    | Período   | Representación                                                                      |
| ----------------- | ------------------------- | --------- | ----------------------------------------------------------------------------------- |
| Ministro          | César León Entrala        | 1925-1926 | Ministro Plenipotenciario en Austria, Hungría y Checoslovaquia, con sede en Viena.  |
| Primer Secretario | Martín Figueroa Anguita   | 1927-1932 | Encargado de Negocios a.i. en Austria, Hungría y Checoslovaquia, con sede en Viena. |
| Ministro          | Fernando García Oldini    | 1934-1935 | Encargado de Negocios a.i. en Austria, Hungría y Checoslovaquia, con sede en Viena. |
| Consejero         | Oscar Blanco Viel         | 1935-1938 | Encargado de Negocios a.i. en Austria, y Hungría, con sede en Viena.                |
| Consejero         | Oscar Blanco Viel         | 1938-1939 | Encargado de Negocios a.i. en Hungría                                               |
| Primer Secretario | Enrique Serrano Gundelach | 1939-1942 | Encargado de Negocios a.i. en Hungría                                               |

El 18 de abril de 1943 Chile suspende relaciones diplomáticas con Hungría.

## Segundo período

### Representantes diplomáticos chilenos en Hungría
15 de enero de 1965 - 16 de octubre de 1973
| Grado              | Nombre                 | Período   | Representación                                         |
| ------------------ | ---------------------- | --------- | ------------------------------------------------------ |
| Segundo Secretario | Hugo Lea-Plaza         | 1965-1970 | Encargado de Negocios a.i. en Hungría                  |
| Segundo Secretario | Claudio Aliaga Freire  | 1970-1972 | Encargado de Negocios a.i. en Hungría                  |
| Embajador          | Oscar Jiménez Pinochet | 1972-1973 | Embajador Extraordinario y Plenipotenciario en Hungría |

El 16 de octubre de 1973 Hungría suspende relaciones diplomáticas con Chile.

## Tercer período

### Representantes diplomáticos chilenos en Hungría
11 de enero de 1990 - a la fecha
| Grado      | Nombre                    | Período   | Representación                                          |
| ---------- | ------------------------- | --------- | ------------------------------------------------------- |
| Consejero  | Ricardo Concha Gazmuri    | 1990      | Encargado de Negocios a.i. en Hungría                   |
| Embajador  | Manuel Sanhueza Cruz      | 1990-1994 | Embajador Extraordinario y Plenipotenciario en Hungría  |
| Embajador  | Lucio Parada Dagnino      | 1994-1997 | Embajador Extraordinario y Plenipotenciario en Hungría  |
| Embajador  | Patricio Morales Salinas  | 1997-2000 | Embajador Extraordinario y Plenipotenciario en Hungría  |
| Embajador  | Celso Moreno Laval        | 2000-2003 | Embajador Extraordinario y Plenipotenciario en Hungría  |
| Embajador  | Joaquín Montes Larrain    | 2004-2006 | Embajador Extraordinario y Plenipotenciario en Hungría  |
| Embajadora | Carmen Hertz Cádiz        | 2006-2009 | Embajadora Extraordinaria y Plenipotenciaria en Hungría |
| Embajador  | Fernando Schmidt Ariztía  | 2009-2010 | Embajador Extraordinario y Plenipotenciario en Hungría  |
| Embajador  | Rodrigo Nieto Maturana    | 2010-2015 | Embajador Extraordinario y Plenipotenciario en Hungría  |
| Embajadora | Verónica Chahin Sarah     | 2015-2020 | Embajadora Extraordinaria y Plenipotenciaria en Hungría |
| Embajador  | Camilo Sanhueza Bezanilla | 2020-     | Embajador Extraordinario y Plenipotenciario en Hungría  |

#### Encuentros bilaterales

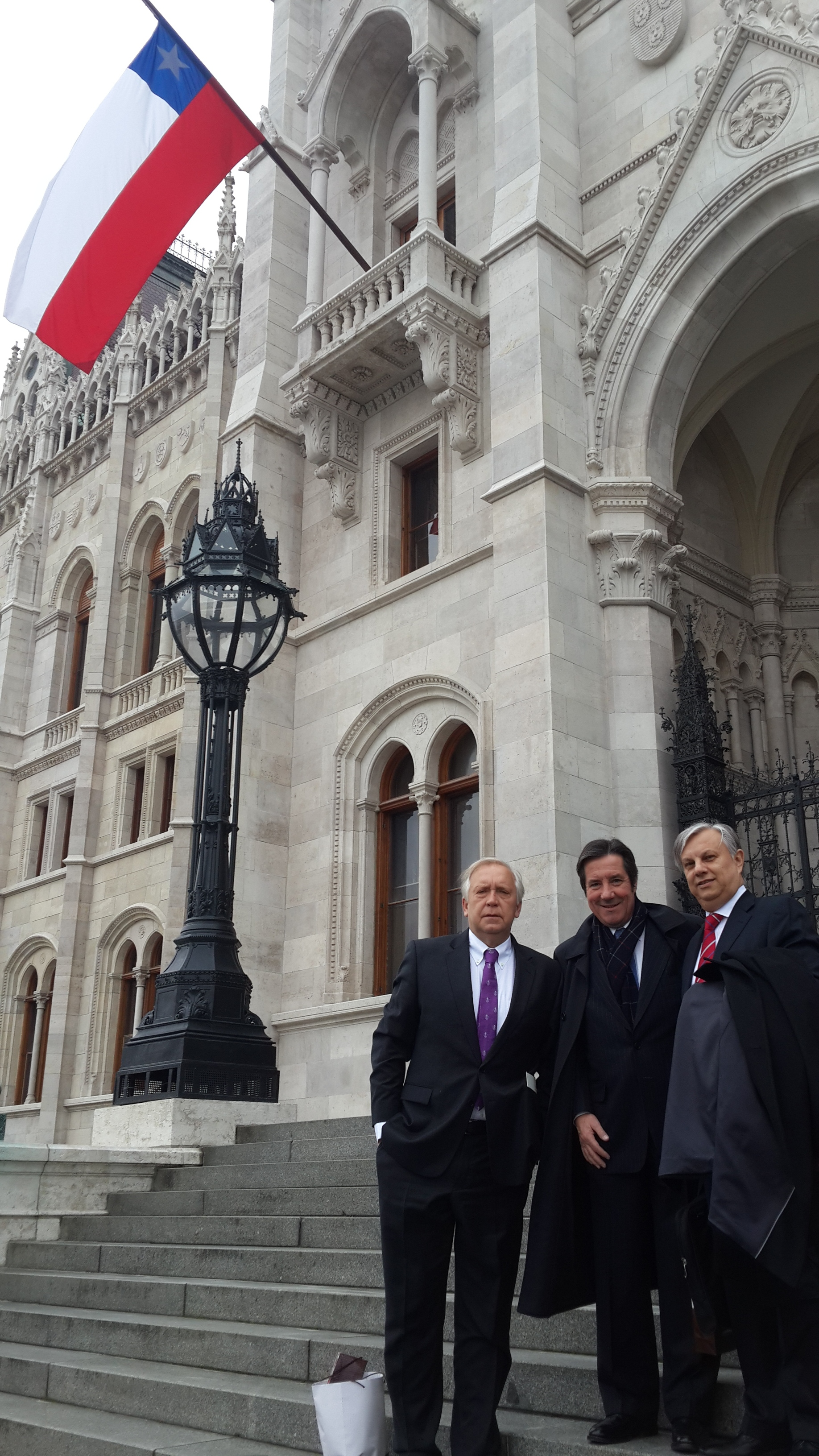
Presidente de la Cámara de Diputados de Chile en visita oficial a Hungría en enero de 2014.

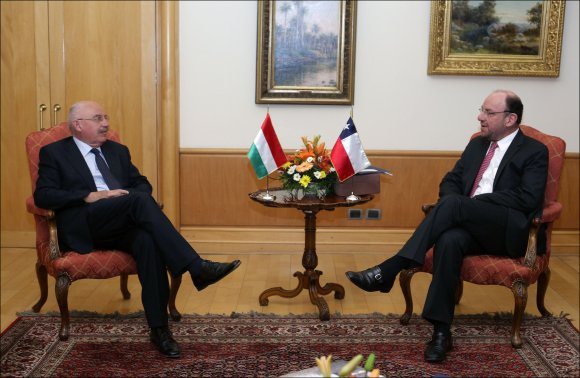
Cancilleres de Hungría y Chile en Santiago en enero de 2014.

- El 11 de abril de 2016, el subsecretario de Relaciones Exteriores de Chile, Edgardo Riveros Marín, encabeza las VII Consultas Políticas entre ambos países, en Budapest.[1]
- El 29 de octubre de 2015 el presidente de la Cámara de Diputados, Marco Antonio Núñez, se reunió con el titular de la Asamblea Nacional de Hungría, László Kövér.[2]
- Entre el 19 y el 24 de mayo de 2015, el presidente de la Asamblea Nacional de Hungría, László Kövér realiza una visita oficial a Chile.[3]
- El 27 de marzo de 2015, el ministro de Relaciones Exteriores y Comercio Internacional de Hungría, Péter Szijjártó realizó una visita oficial a Chile.[4]
- El 14 de enero de 2014, el Presidente de la Cámara de Diputados de Chile, Edmundo Eluchans realiza una visita a Hungría.[5]
- El 6 de enero de 2014, el ministro de Relaciones Exteriores de Hungría, János Martonyi realiza una visita a Chile.[6]
- El 27 de enero de 2013 el Canciller Alfredo Moreno se reúne con el Vice primer ministro de Hungría, Zsolt Semjén.[7]
- El 17 de noviembre de 2011 el vicepresidente de la Asamblea Nacional Húngara, István Jakab realiza una visita a Chile.[8]
- El 22 de septiembre de 2008, la presidenta Michelle Bachelet Jeria recibe al presidente húngaro Laszlo Sólyom.
- En 2005 el ministro de Relaciones Exteriores de Hungría, Ferenc Somogyi asiste a la Conferencia de la Comunidad de Democracias realizada en Santiago.
- En 2005, Katalin Szili, Presidenta de la Asamblea Nacional de Hungría visita Chile.
- En 2004 Ricardo Lagos viajó a Hungría por segunda vez cuando asistió a la Conferencia „Progressive Governance” en Balatonőszöd.
- En 2003, Isabel Allende Bussi, la presidenta de Cámara de los Diputados de Chile visita Hungría.
- El 6 de octubre de 2002 el Presidente de la República de Chile, Ricardo Lagos Escobar realiza una visita oficial a Hungría.[9]
- En 2000 el presidente de la Asamblea Nacional húngara János Áder visita Chile.
- En 2000 el Presidente del Senado de Chile, Andrés Zaldívar visita Hungría.
- En 1997 el Canciller húngaro Lászlo Kovács, visita Chile.
- En 1995, el ministro de Relaciones Exteriores chileno, José Miguel Insulza, firmó en Budapest el acuerdo de cooperación entre los dos ministerios con su homólogo magiar, Lászlo Kovács.
- En 1993 el Presidentes de la Asamblea Húngara, György Szabad visita Chile.
- En 1992 el entonces Presidente de la Cámara de Diputados, José Antonio Viera-Gallo Quesney, y ocho diputados realizaron una visita oficial a Hungría.
- A fines de 1991 el entonces Presidente húngaro, Árpad Göncz, realizó un viaje a Chile, siendo el primer jefe de Estado magiar que visitó al país.[9]
- En 1991 los ministros húngaros de Industria, Akos Bod Péter, y de Relaciones Económicas Internacionales, Béla Kádár, visitan Chile.[9]

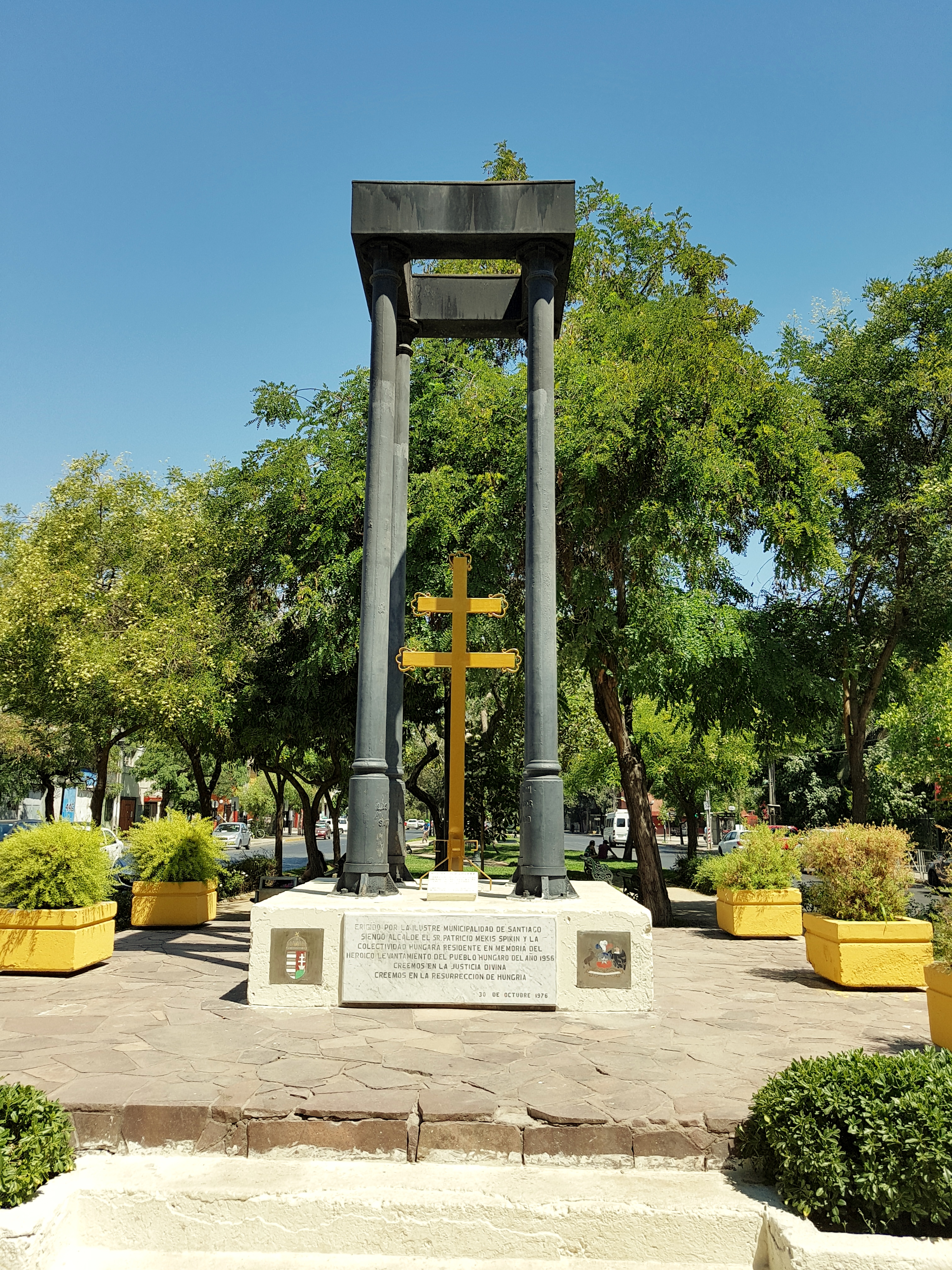
Memorial a la revolución húngara de 1956 en el Parque Bustamante, Santiago de Chile.

## Acuerdos y/o convenios vigentes
- El 11 de septiembre de 1990 se suscribió el Convenio Comercial entre los Gobiernos de las Repúblicas de Chile y Hungría.[10]
- Acuerdo referente a la Exención del Requisito de Visa para Portadores de Pasaportes Diplomáticos, Oficiales y Especiales (1990).
- Acuerdo de Cooperación Técnica en materia de Promoción y Desarrollo de Exportaciones entre la Dirección General de Relaciones Económicas Internacionales del Ministerio de Relaciones Exteriores de Chile y el Ministerio de Relaciones Económicas Internacionales de Hungría (1991).
- Acuerdo de Supresión de Visas de Turismo en Pasaportes Ordinarios (1992)
- Acuerdo sobre Trabajo Remunerado de los familiares dependientes del Personal Diplomático, Consular, Administrativo y Técnico (1995)
- Memorándum de Entendimiento entre el Ministerio de Relaciones Exteriores de la República de Chile y el Ministerio de Relaciones Exteriores de la República de Hungría sobre Consultas Bilaterales (1995)
- Convenio de Cooperación Cultural, educativa y Científica entre los gobiernos de la República de Chile y la República de Hungría (1997).
- Acuerdo de Cooperación Turística entre el Servicio Nacional de Turismo de la República de Chile y la Oficina del primer ministro de la República de Hungría (2002)
- Acuerdo de Cooperación en Materia de Cuarentena de Plantas y Protección Vegetal entre el Gobierno de la República de Chile y el Gobierno de la República de Hungría (2002)
- Convenio de Sanidad Animal entre el Gobierno de la República de Chile y el Gobierno de la República de Hungría (2002)
- Acuerdo de Cooperación en Ciencia y Tecnología (2005)
- Memorándum de Entendimiento entre el Ministerio de Educación de la República de Hungría sobre un Programa de Cooperación Educativa para los años 2005-2010 (2005).

### Acuerdos y/o convenios en Negociación
- Acuerdo de Exención de Doble Tributación.
- Acuerdo de Promoción y Protección de Inversiones.
- Acuerdo de Seguridad Social.
- Acuerdo de Working Holidays.

## Relaciones comerciales
En 2023, el intercambio comercial entre ambos países ascendió a los 94,9 millones de dólares estadounidenses, lo que supuso un 0,2% de crecimiento promedio anual en los últimos cinco años. Los principales productos exportados por Chile fueron semillas de girasol, arvejas secas y ciruelas deshidratadas, mientras que Hungría exportó mayoritariamente partes de turbinas de gas, automóviles de turismo y unidades de proceso digitales.

## Misiones diplomáticas residentes
- Chile tiene una embajada en Budapest.
- Hungría tiene una embajada en Santiago de Chile.

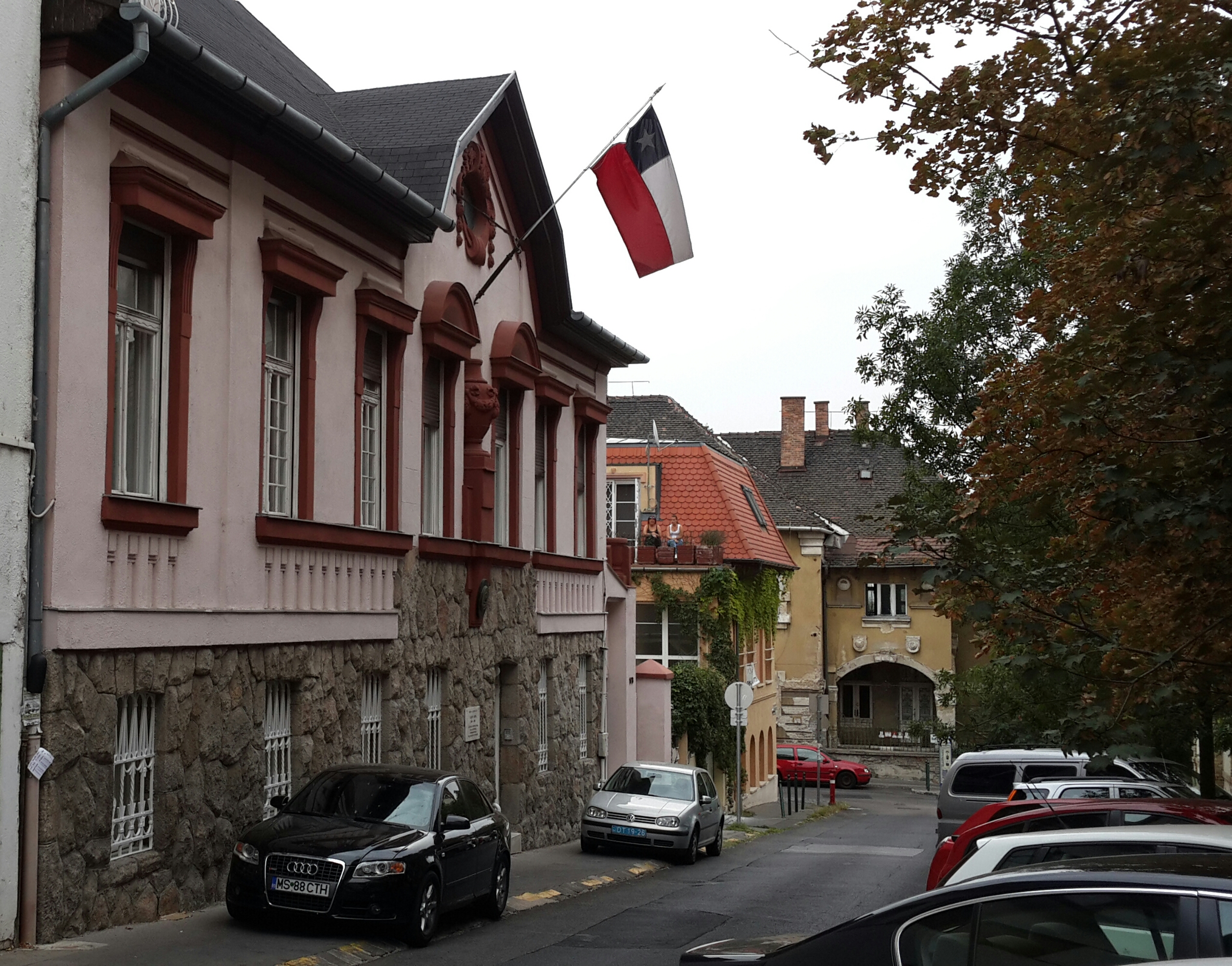
Embajada de Chile en Budapest
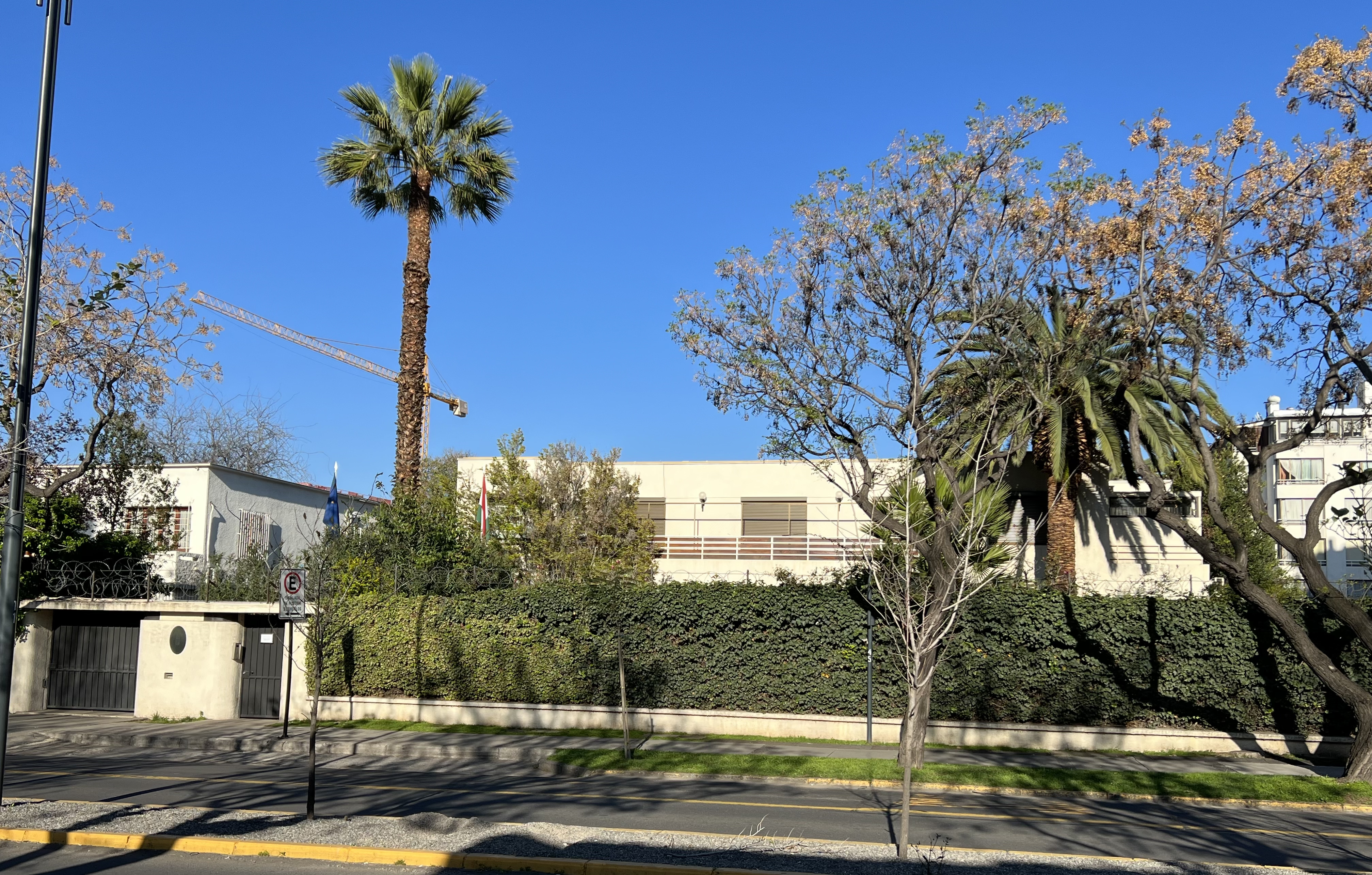
Embajada de Hungría en Santiago de Chile